# شارع الدكاترة (أم درمان)
شارع الدكاترة” المعروف بقلب أم درمان هو أحد معالم الطريق في المدينة.

## سر التسمية والشهرة
من أقدم الشوارع من الناحية الجنوبية، كان أكثر ما لفت انتباهي كثرة الباعة ولافتات الأطباء والمعامل و الصيدليات والدكاكين المتباينة والبضائع. من شارع “غاندي” للدكاترة العم “إبراهيم” من قدماء المتعاملين مع شارع الدكاترة حكى لنا أسرار الشارع وخفاياه وقصة الاسم منذ أن كانت على جنباته بيوت سكنية، فذكر أن الشارع قديماً كان اسمه (شارع غاندي) وذلك على المهاتمة الهندي الذي تميز بعلاقتة الطيبة مع الزعيم الراحل الأزهري لذا أسمى الأزهري الشارع باسمه، وأوضح العم “إبراهيم” أن الشارع قديماً كانت حركة المارة فيه قليلة، أما الآن فأضحى يعج بحركة المرور وأصبح يتميز بالدكاكين و العمارات، مضيفاً أنه ارتبط بالأطباء، مشيراً إلى أن الشارع كان في اتجاهين وحالياً أصبح اتجاهاً واحداً لضرورة انسيابية الحركة .

## في الشارع
العيادات ثم محلات الملابس الشبابية وعند نهايته الأغراض النسائية، تتخلله دكاكين المجوهرات والصاغة و الصيدليات وأماكن بيع الأحذية. وأبرز معالمه نادي الخريجين سابقاً ومقر دار حزب الاتحادي الديمقراطي الآن إضافة لمحلات (أغا) التجارية الشهيرة والحضري، مؤكداً أنه من أقدم التجار في الشارع، وذكر أن عدداً من اليهود ظلوا في المنطقة إلى أن تم طردهم بواسطة الرئيس الراحل “نميري”، فالبعض منهم إلى وقت قريب كان موجوداً ودخل الإسلام وسكن الأحياء القريبة من سوق أم درمان.